# Piesczanoje (obwód kurski)
Piesczanoje (ros. Песчаное) – wieś (ros. село, trb. sieło) w zachodniej Rosji, centrum administracyjne sielsowietu piesczańskiego rejonu biełowskiego w obwodzie kurskim.

## Geografia
Wieś położona jest nad rzeką Psioł, 4,5 km od centrum administracyjnego Biełaja i 81,5 km od Kurska.
W granicach miejscowości znajdują się ulice: Centralnaja, Chołodnaja Gora, Gorniaja, Lesnaja, Ługowaja, Mirnaja, Niżniaja, Sadowaja, Sriedniaja, Szkolnaja.

## Demografia
W 2017 r. miejscowość zamieszkiwało 928 osób.

## Zabytki
- Cerkiew św. Paraskiewy (1890)[2]